# Przestrzeń ilorazowa (algebra liniowa)
Przestrzeń ilorazowa – przestrzeń liniowa otrzymana z innej poprzez „zwinięcie” podprzestrzeni liniowej do zera.

## Definicja formalna
Niech {\displaystyle V} będzie przestrzenią liniową nad ciałem {\displaystyle K,} zaś {\displaystyle N} podprzestrzenią {\displaystyle V.} Zdefiniujmy na {\displaystyle V} relację równoważności {\displaystyle \sim } taką, że {\displaystyle x\sim y\iff x-y\in N,} czyli {\displaystyle x} jest w relacji z {\displaystyle y} wtedy, gdy jedna z wartości może być otrzymana z drugiej poprzez dodanie elementu z {\displaystyle N.} Klasa równoważności {\displaystyle x} tzn. zbiór
{\displaystyle [x]:=\{y\in V;\ y\sim x\}}
jest często oznaczana przez
{\displaystyle [x]=x+N,}
ponieważ jest równa
{\displaystyle [x]=\{x+n\mid n\in N\}.}
Klasy równoważności tej relacji nazywane są również warstwami względem podprzestrzeni {\displaystyle N} wyznaczonymi przez wektor {\displaystyle x.}
Przestrzeń ilorazowa {\displaystyle V/N} jest wówczas zdefiniowana jako {\displaystyle V/_{\sim }:=\{[x];\ x\in V\},} czyli zbiór wszystkich warstw (klas równoważności) nad {\displaystyle V.} Iloczyn skalara przez wektor oraz dodawanie klas równoważności jest zdefiniowane jako
- {\displaystyle \alpha [x]:=[\alpha x]} dla każdego {\displaystyle \alpha \in K,}
- {\displaystyle [x]+[y]:=[x+y].}

Sprawdzenie, że działania te są dobrze zdefiniowane (tzn. nie zależą od wyboru reprezentantów) nie jest trudne, operacje te przemieniają {\displaystyle V/N} w przestrzeń liniową nad {\displaystyle K.}

## Przykład
Rozpatrzmy przestrzeń wektorową {\displaystyle \mathbb {R} ^{n}.} Niech {\displaystyle m\leqslant n,} i niech {\displaystyle \mathbb {R} ^{m}\subset \mathbb {R} ^{n}} oznacza podprzestrzeń rozpinaną przez pierwsze {\displaystyle m} wektorów bazy kanonicznej {\displaystyle \mathbb {R} ^{n}.} Do {\displaystyle \mathbb {R} ^{m}} należą ciągi z {\displaystyle \mathbb {R} ^{n},} które są równe 0 na {\displaystyle n-m} ostatnich współrzędnych. Zdefiniujmy relację równoważności {\displaystyle \sim } jako
{\displaystyle x\sim y\Leftrightarrow x-y\in \mathbb {R} ^{m}.}
Wynika z tego, że dwa wektory z {\displaystyle \mathbb {R} ^{n}} są równoważne wtedy i tylko wtedy, gdy są zgodne na ostatnich {\displaystyle n-m} współrzędnych. Przestrzeń ilorazowa {\displaystyle \mathbb {R} ^{n}/\mathbb {R} ^{m}=\mathbb {R} ^{n}/_{\sim }} jest izomorficzna z {\displaystyle \mathbb {R} ^{n-m}} w oczywisty sposób.

## Własności
Jeżeli {\displaystyle V} daje się zapisać jako (wewnętrzna) suma prosta podprzestrzeni {\displaystyle U} i {\displaystyle W{:}}
{\displaystyle V=U\oplus W,}
to przestrzeń ilorazowa {\displaystyle V/U} jest naturalnie izomorficzna z {\displaystyle W.}
Jeżeli {\displaystyle U} jest podprzestrzenią {\displaystyle V,} to kowymiar przestrzeni {\displaystyle U} w {\displaystyle V} jest zdefiniowany jako wymiar {\displaystyle V/U.} Jeżeli {\displaystyle V} jest przestrzenią skończonego wymiaru, to jest to po prostu różnica wymiarów {\displaystyle V} oraz {\displaystyle U{:}}
{\displaystyle \operatorname {codim} U=\dim V/U=\dim V-\dim U.}
Istnieje naturalny epimorfizm, zwany epimorfizmem kanonicznym, z {\displaystyle V} na przestrzeń ilorazową {\displaystyle V/U} dany jako przesłanie elementu {\displaystyle x} na jego klasę równoważności {\displaystyle [x].} Jądrem tego epimorfizmu jest podprzestrzeń {\displaystyle U.}
Niech {\displaystyle T\colon V\to W} będzie przekształceniem liniowym. Jądrem {\displaystyle T,} oznaczanym przez {\displaystyle \ker T} jest zbiór wszystkich {\displaystyle x\in V} takich, że {\displaystyle Tx=0.} Jądro jest podprzestrzenią {\displaystyle V.} Pierwsze twierdzenie o izomorfizmie algebry liniowej mówi, że przestrzeń ilorazowa {\displaystyle V/\ker T} jest izomorficzna z obrazem {\displaystyle V} w {\displaystyle W.} Bezpośrednim wnioskiem (dla przestrzeni skończeniewymiarowych) jest twierdzenie twierdzenie o rzędzie: wymiar {\displaystyle V} jest równy sumie wymiarów jądra i obrazu.
Kojądro operatora liniowych {\displaystyle T\colon V\to W} jest zdefiniowane jako przestrzeń ilorazowa {\displaystyle W/\operatorname {im} \;T,} zaś {\displaystyle V/\ker T\simeq \operatorname {im} T.}
Jeżeli {\displaystyle T} będzie dane tak, aby {\displaystyle W\subseteq \ker T,} zaś {\displaystyle R\colon V\to V/W} będzie epimorfizmem kanonicznym, to istnieje wówczas dokładnie jedno przekształcenie liniowe {\displaystyle S\colon V/W\to W,} że {\displaystyle S\circ R=T.} Ponadto jeśli:
- {\displaystyle S} jest epimorfizmem, to {\displaystyle T} również jest epimorfizmem,
- {\displaystyle W=\ker T,} to {\displaystyle S} jest monomorfizmem.

## Przestrzenie Banacha
Jeżeli {\displaystyle X} jest przestrzenią Banacha, a {\displaystyle M} domkniętą podprzestrzenią {\displaystyle X,} to iloraz {\displaystyle X/M} również jest przestrzenią Banacha. Przestrzeń ilorazowa posiada już strukturę przestrzeni liniowej na podstawie powyższych rozważań. Zdefiniujmy normę na {\displaystyle X/M} wzorem
{\displaystyle \|[x]\|_{X/M}=\inf _{m\in M}\|x-m\|_{X}.}
Przestrzeń ilorazowa {\displaystyle X/M} jest zupełna względem tej normy, zatem jest to przestrzeń Banacha.

### Przykłady
Niech {\displaystyle C[0,1]} oznacza przestrzeń Banacha funkcji rzeczywistych na przedziale {\displaystyle [0,1],} zaś {\displaystyle M} oznacza podprzestrzeń wszystkich funkcji {\displaystyle f\in C[0,1]} takich, że {\displaystyle f(0)=0.} Wówczas warstwa (klasa równoważności) danej funkcji {\displaystyle g} jest określona poprzez jej wartość w zerze, a przestrzeń ilorazowa {\displaystyle C[0,1]/M} jest izomorficzna z {\displaystyle \mathbb {R} .}
Jeżeli {\displaystyle X} jest przestrzenią Hilberta, to przestrzeń ilorazowa {\displaystyle X/M} jest izomorficzna z dopełnieniem ortogonalnym {\displaystyle M.}